# C.H.U.D. 2
C.H.U.D. 2, es una película de comedia y terror estadounidense de 1989,dirigida por David K. Irving y protagonizada por Brian Robbins, Tricia Leigh Fisher, Bianca Jagger. Es una secuela de C.H.U.D.

## Argumento
Un par de estudiantes roban un cadáver de un laboratorio militar y lo llevan a casa a uno de ellos. Cuando el cadáver despierta y se marcha, la tarea de salvar al mundo del holocausto zómbico recae en las manos de los dos adolescentes.

## Reparto
- Brian Robbins es Steve Williams.
- Bill Calvert es Kevin.
- Tricia Leigh Fisher es Katie.
- Gerrit Graham es Bud Oliver/C.H.U.D.
- Robert Vaughn es Colonel Masters.
- Larry Cedar es Graves.
- Bianca Jagger es Velma.
- Larry Linville es Dr. Jewell
- Jack Riley es Wado.
- Sandra Kerns es Melissa.
- June Lockhart es Gracie.
- Norman Fell es Tyler.
- Rich Hall es Stan.
- Clive Revill es Dr. Kellaway